# Stazione di Cicciano
La stazione di Cicciano è una stazione della ferrovia Circumvesuviana, sita nell'omonimo comune.
Si trova sulla ferrovia Napoli-Nola-Baiano.

## Strutture e impianti
La stazione dispone di un fabbricato viaggiatori, ed è munita di due binari.

## Movimento
Il traffico passeggeri della stazione è abbastanza alto, complice il traffico pendolare e la vicinanza alle scuole.